# Pomortsev (cráter)

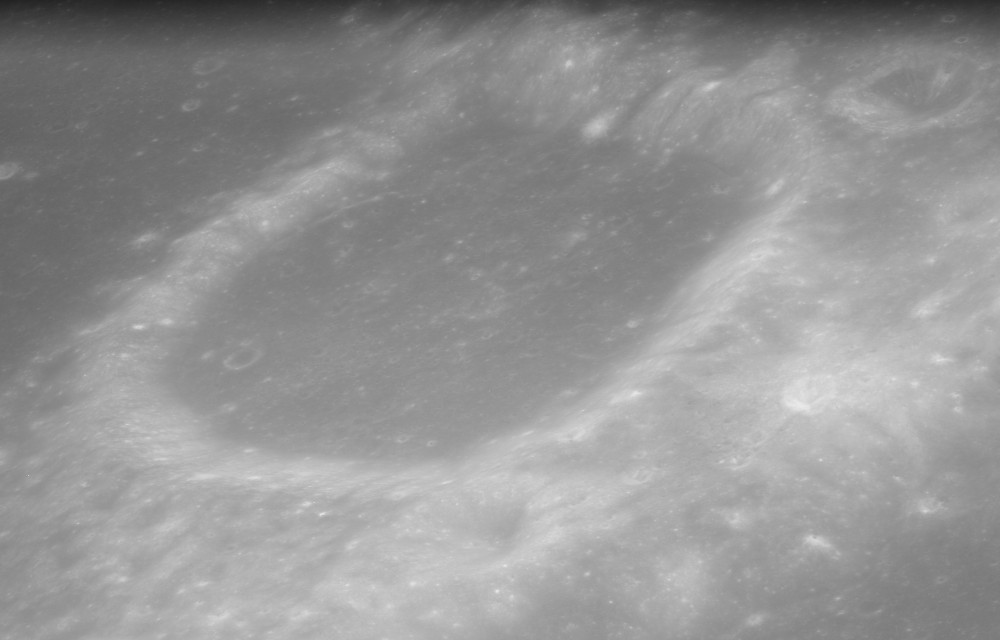
Fotografía de la misión Apolo 16

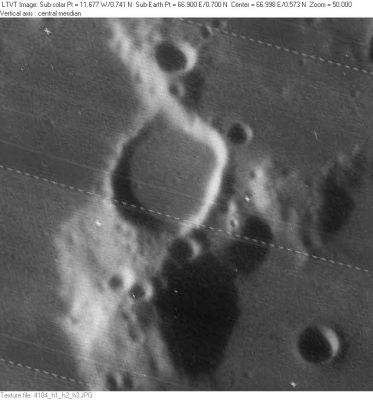
Fotografía de la misión Lunar Orbiter 4

Pomortsev es un pequeño cráter de impacto perteneciente a la parte oriental de la cara visible de la Luna. Se encuentra en el borde oriental del Mare Spumans, al suroeste del cráter Dubyago. Esta formación fue previamente designada Dubyago P, antes de que la UAI le asignase su nombre actual. Un diámetro del cráter hacia el norte se halla Stewart, algo más pequeño.
|  |

El interior casi sin rasgos de este cráter ha sido reconstituido por lava basáltica, dejando un suelo oscuro con un albedo que casi coincide con el del mar lunar situado al oeste. El cráter es aproximadamente circular, con ligeras protuberancias hacia el norte y el noreste. La pared interior es más ancha en la mitad sur del brocal, siendo más estrecha en el borde noroeste donde el cráter hace contacto con el Mare Spumans.